# Grabplatte für Jean Rasoir und Jeanne de Vendegies

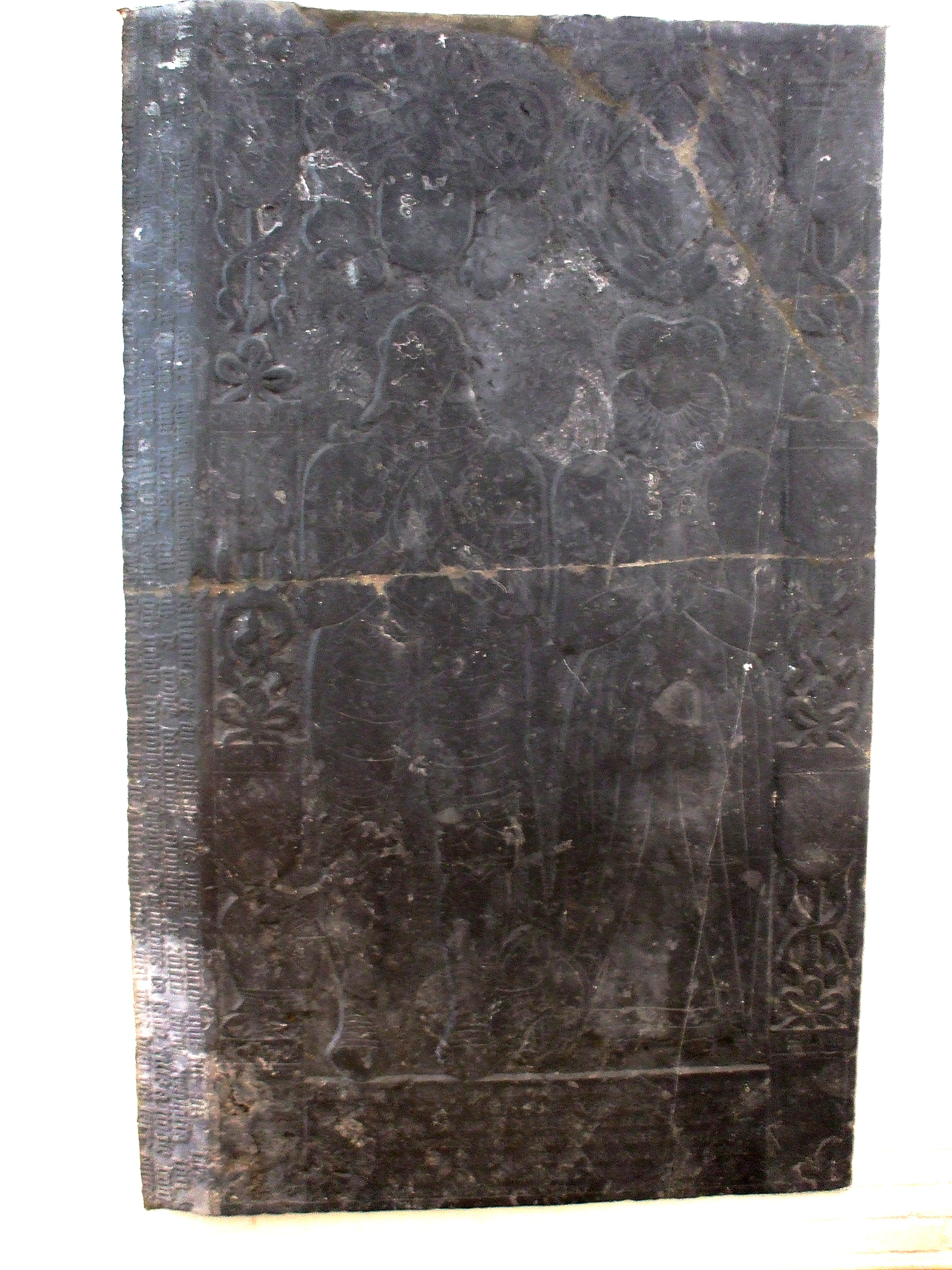
Grabplatte für Jean Rasoir und Jeanne de Vendegies in Beuvrages

Die Grabplatte für Jean Rasoir und Jeanne de Vendegies, die sich heute im Hôtel de Ville von Beuvrages, einer französischen Gemeinde im Département Nord in der Region Hauts-de-France, befindet, wurde ursprünglich im 15. Jahrhundert geschaffen und nach einem Brand im Jahr 1620 erneuert. Die Grabplatte aus schwarzem Stein wurde im Jahr 1982 als Monument historique in die Liste der denkmalgeschützten Objekte (Base Palissy) in Frankreich aufgenommen.
Die 1,27 Meter breite und 2,40 Meter lange Grabplatte für Jean Rasoir, von 1437 bis 1470 Grundherr von Beuvrages, und seiner Frau Jeanne de Vendegies († 1459) befand sich ursprünglich in der ehemaligen Kirche Saint-Saulve. Sie wurde bei Ausgrabungen im Jahr 1975 gefunden und in mehreren Teilen geborgen. 
Jean Rasoir (links) und Jeanne de Vendegies (rechts) sind als Relief dargestellt. Acht Wappen der Eltern und Großeltern der beiden Verstorbenen sind am Rand zu sehen. Eine Inschrift befindet sich am unteren Rand.

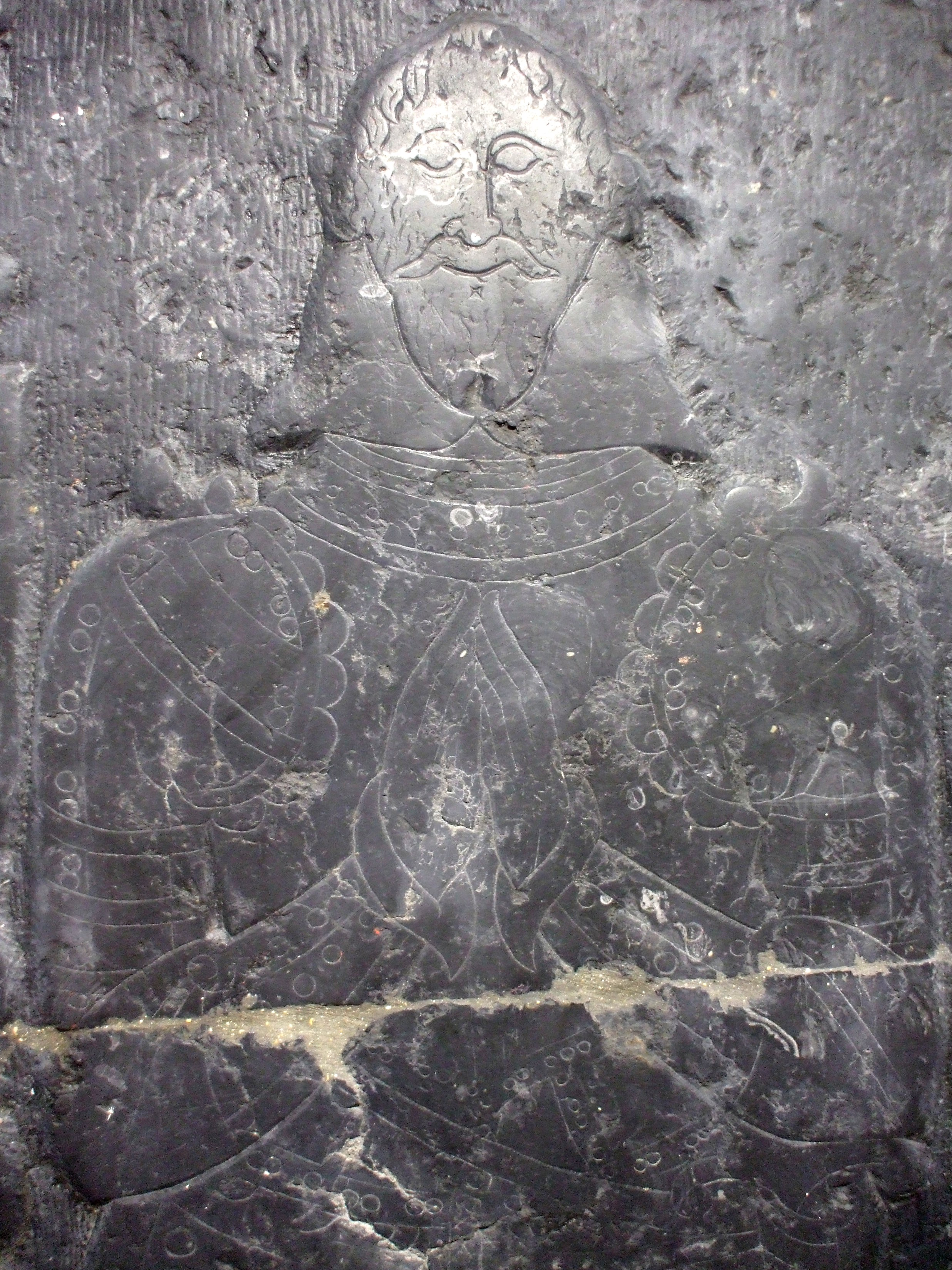
Jean Rasoir (Detail)
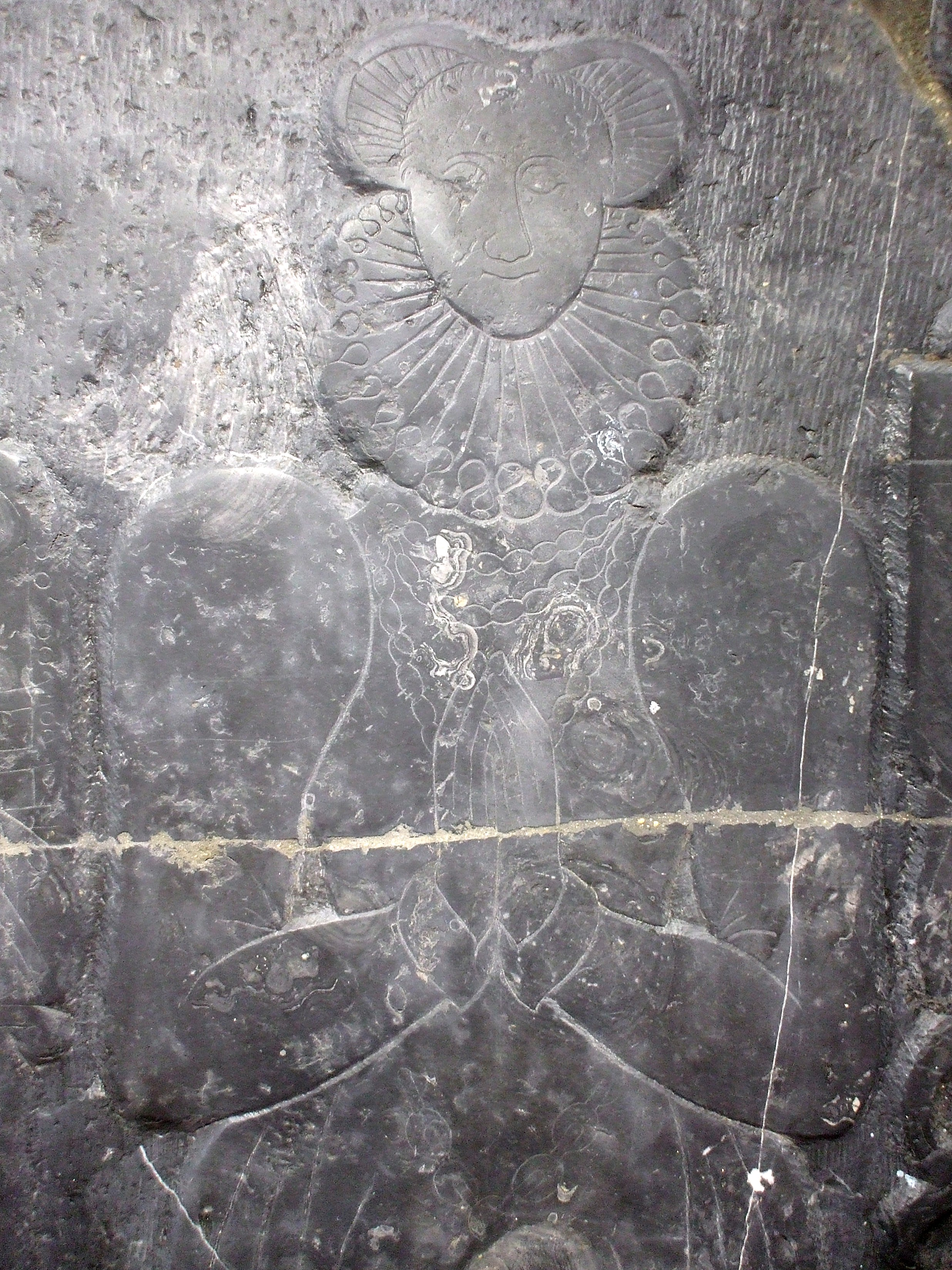
Jeanne de Vendegies (Detail)
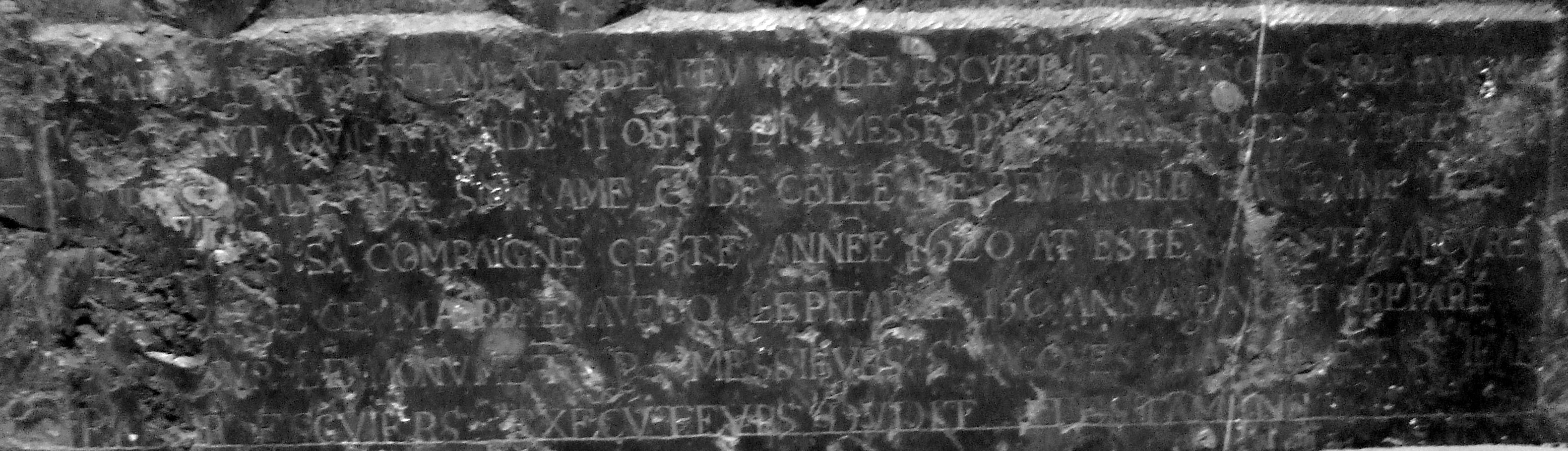
Inschrift am unteren Rand

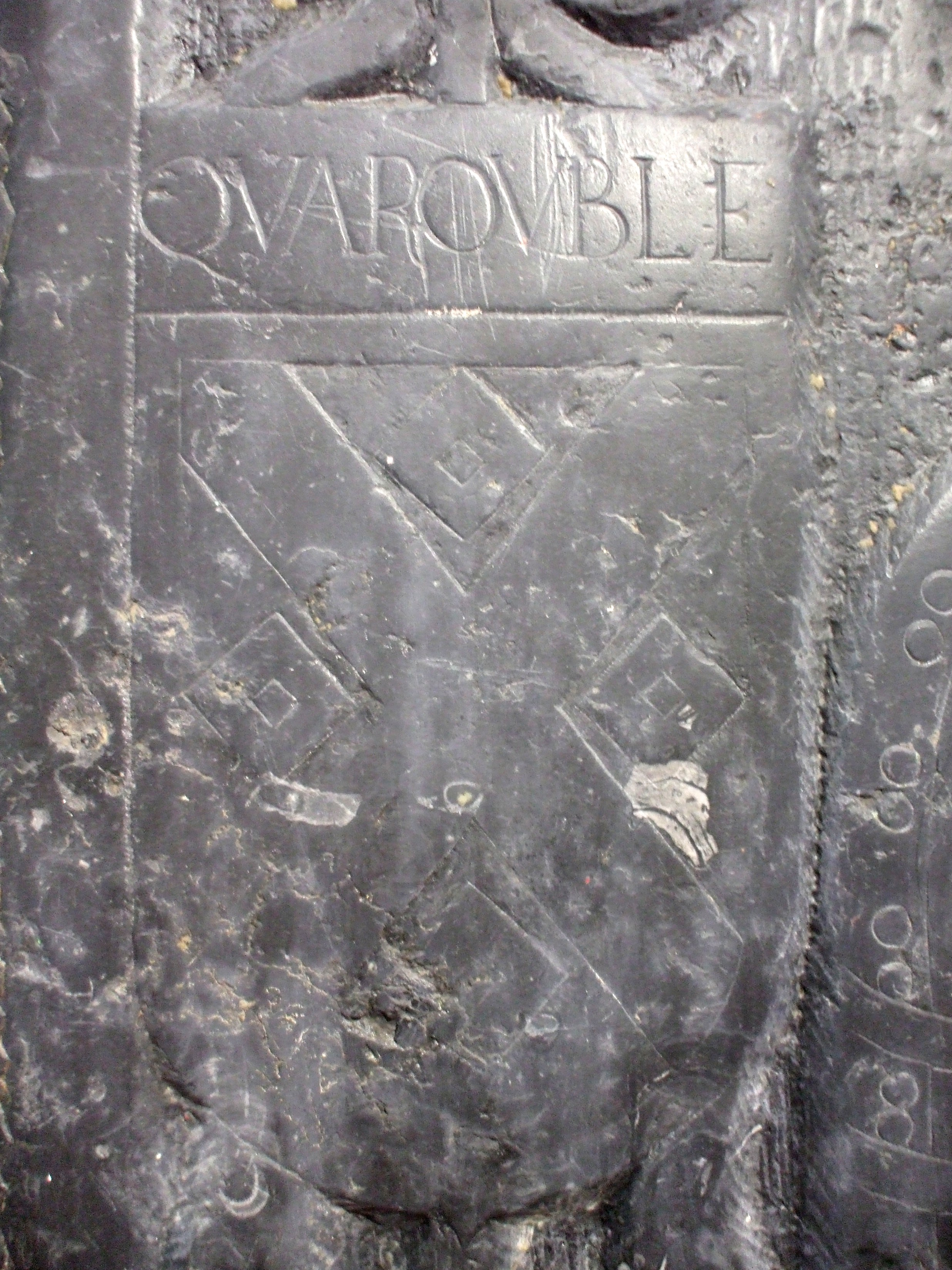
Wappen
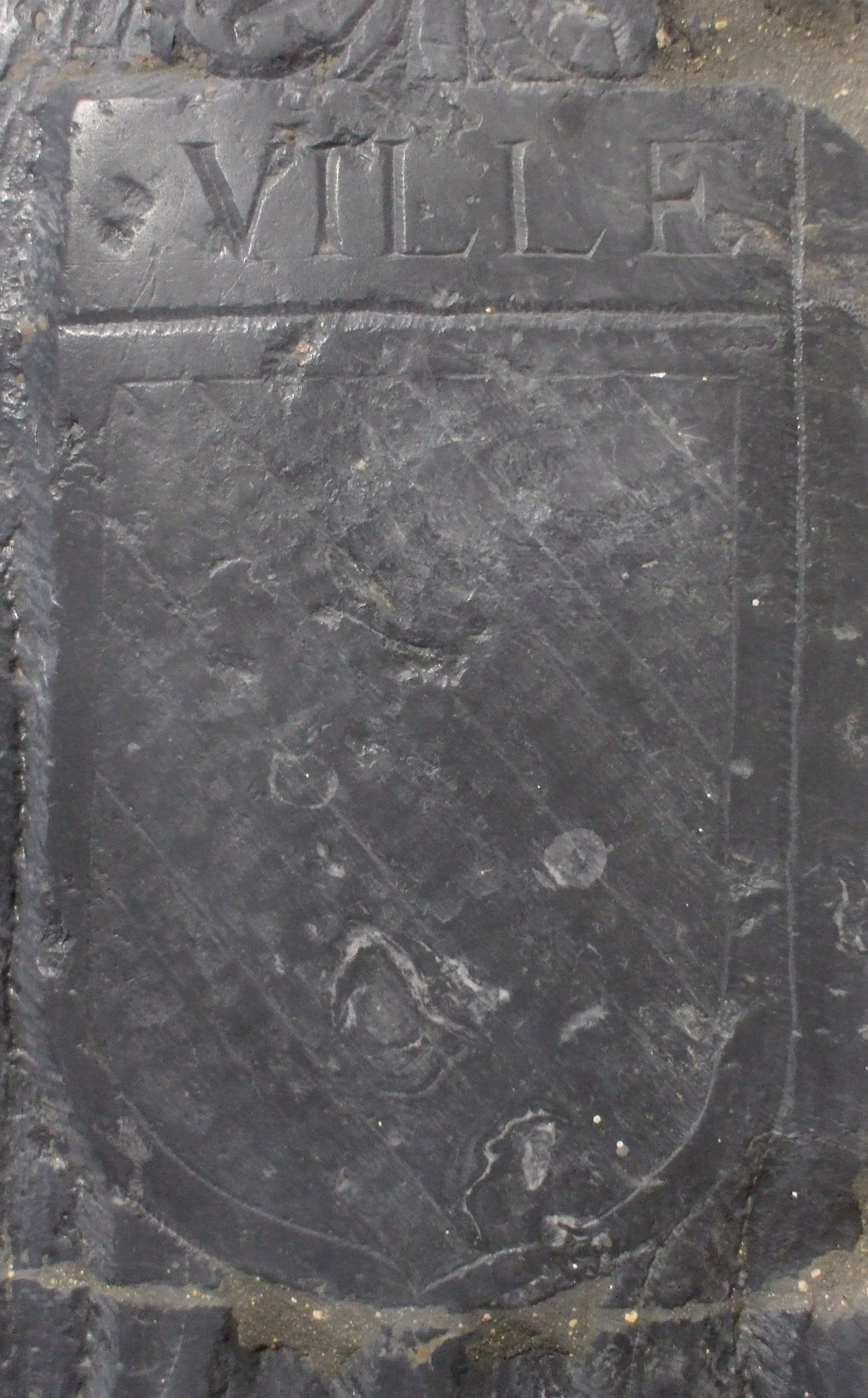
Wappen
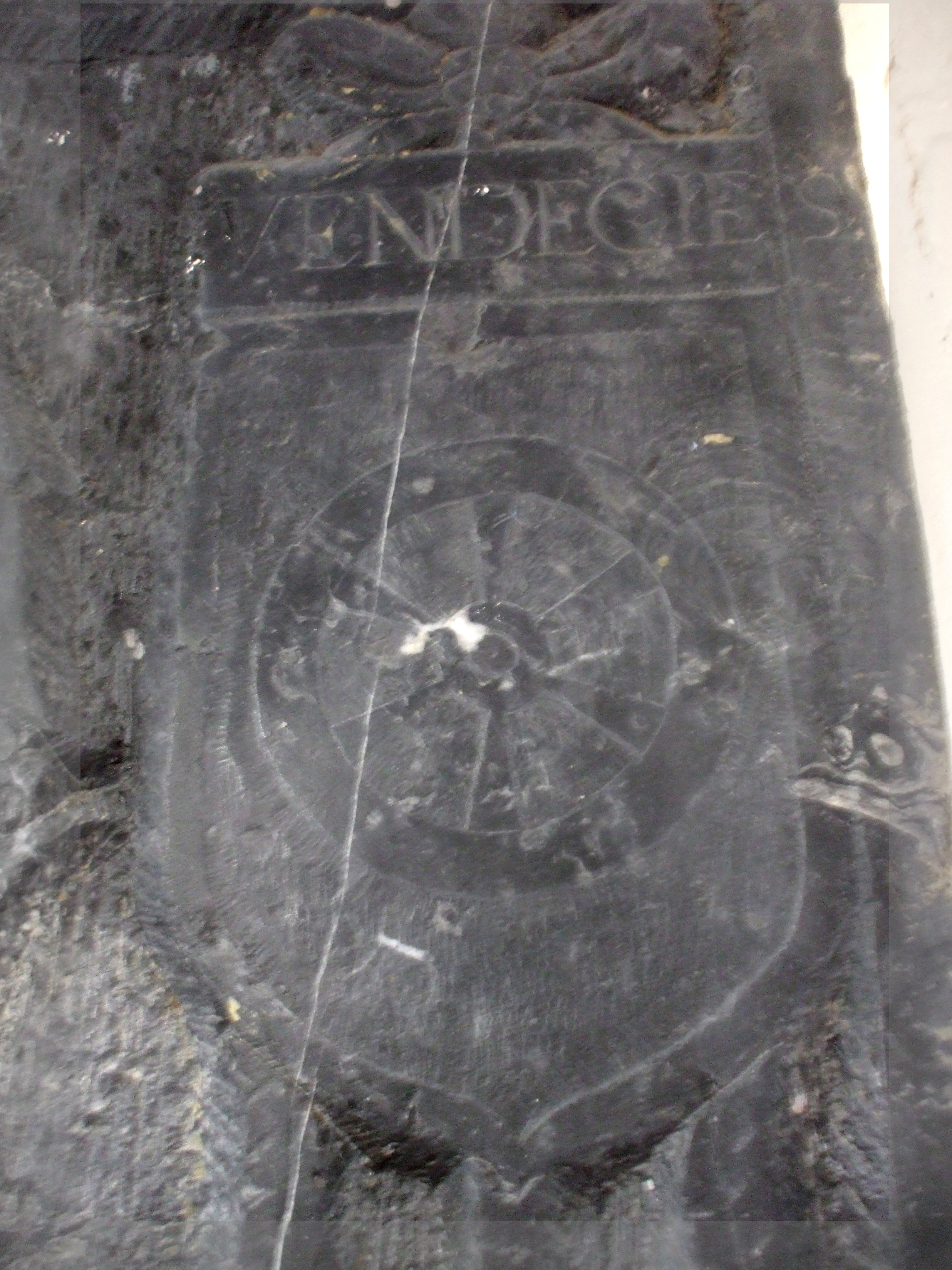
Wappen
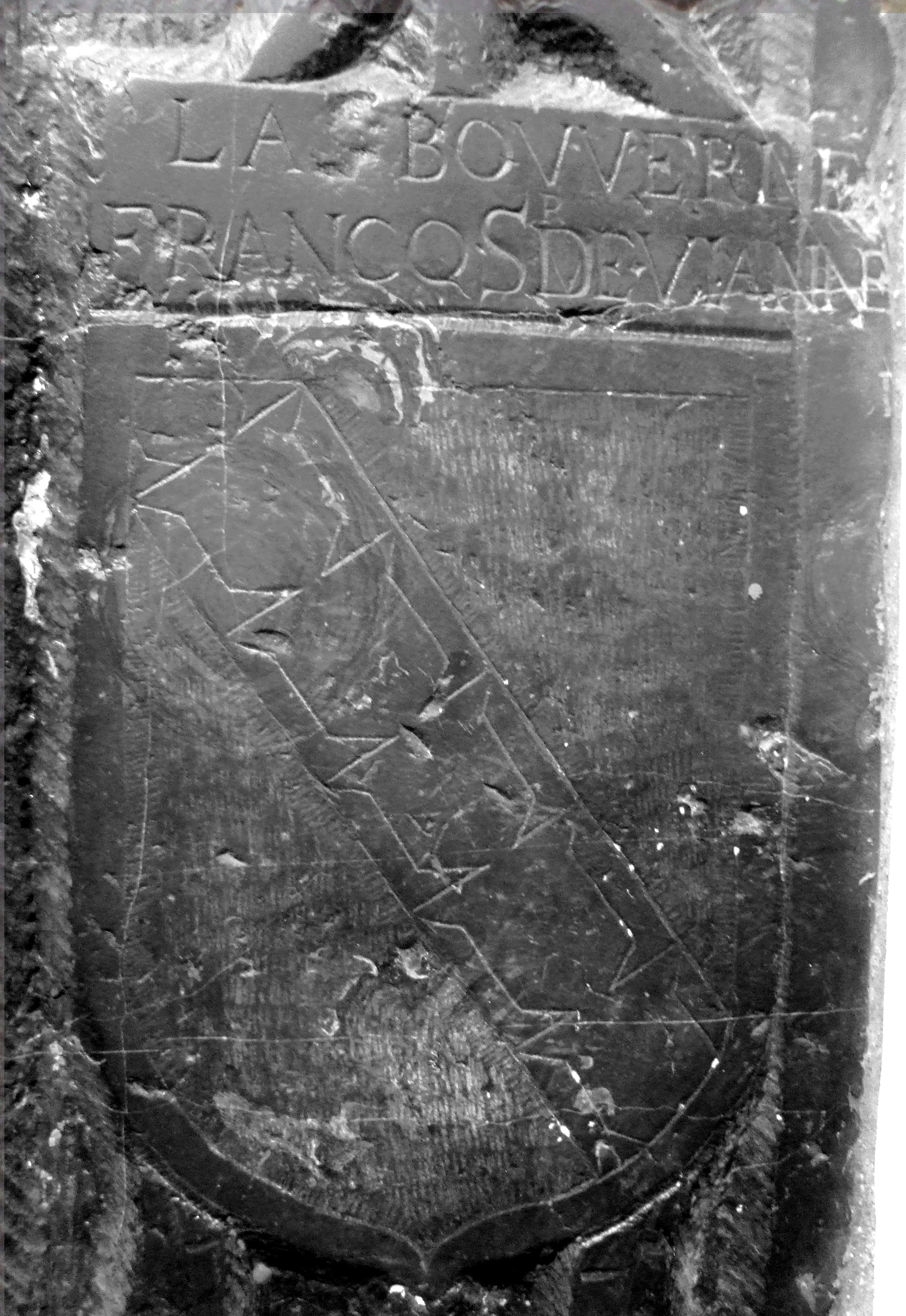
Wappen